# Carex brunnescens
Espèce
Classification phylogénétique
Carex brunnescens est une espèce de plantes du genre Carex et de la famille des Cyperaceae.